# マーベリック郡 (テキサス州)
マーベリック郡（マーベリックぐん、英: Maverick County）は、アメリカ合衆国テキサス州の南西部に位置する郡である。人口は5万7887人（2020年）。郡庁所在地はイーグルパスであり、同郡で人口最大の都市である。マーベリック郡は1856年に設立され、郡名は牧場主で州議会議員を務めたサミュエル・マーベリックにちなんで名付けられた。

## 歴史

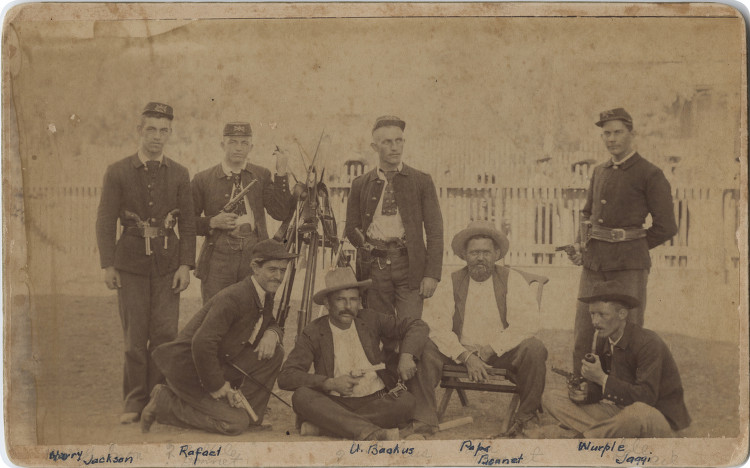
イーグルパスの兵士、1891年撮影

### 探検
エル・カミノ・レアル、後のオールド・サンアントニオ道路は、東テキサスでリオ・グランデ川を渡り、この地域南部を横切っていた。この道は当初1690年にアロンソ・デ・レオンが開いたものであり、初期スペイン人探検家や開拓者が使用したことでは、テキサス州の他の場所よりも頻度が高かったとされている。1989年、テキサス州議会はこの道の開設300周年を記念して、オールド・サンアントニオ道路保存委員会を承認した。
1665年サルティーヨの市長フェルナンド・デ・アスキュエがインディアンを追ってこの地域に入った。1675年、フェルナンド・デル・ボスクがヌエストラ・スラ・デ・グアダルーペの町からリオ・グランデ川を遡る遠征隊を率いてクエマド近くの地域を通過し、遠征隊に同行していたフランシスコ会聖職者がテキサスで初めてのミサを行ったとされている。
1688年、アロンソ・デ・レオンが、エル・カミノ・レアルを辿り、セントルイス砦に向かう途中でこの地域を通った。1691年、スペイン領テキサスの初代知事ドミンゴ・テラン・デ・・ロス・リオスが遠征隊を率いてこの地域を通過した。1718年、スペイン領テキサス知事マルティン・デ・アラルソンが地域を通過し、サンアントニオの町を造ることになった。1720年、メキシコのコアウイラ州とテキサス州の知事デ・サンミゲル・デ・アグヤヨ侯爵が、山羊や、2,800頭の馬、6,400頭の羊を連れた遠征隊を催し、テキサスにおけるスペイン人の牧畜業の始まりとなった。1727年、ペドロ・デ・リベラ・イ・ビラロンがヌエバ・エスパーニャのフロンティア防衛を調査する遠征の一部としてこの地域を通過した。

### インディアン
マーベリック郡となった地域には前史時代に狩猟採集型の人類が居住しており、地域内の様々な場所でその工作物が見つかっている。その後はリパン・アパッチ族、ショーニー族、コアウイルテク族などのインディアン部族が入ってきた。南北戦争の1861年3月20日にダンカン砦が放棄され、インディアンが地域を支配するようになった。アメリカ人やメキシコ系アメリカ人が多くの生命や資産を失うことになった。ダンカン砦は1868年に再度駐屯部隊が入った。1871年初期、国境近くに住んでいた多くのブラック・セミノール・インディアンが斥候隊として組織化され、ダンカン砦に入った。この地域で最後のインディアンによる襲撃は1877年のことだった。このときリパン・アパッチ族によって3人の商人が殺され、遺体を切断された。事件が起きたのはイーグルパスの北東13キロメートルであり、デッドマンズヒルと呼ばれるようになった。

### 初期開拓
1765年、アントニオ・リバスが地域では最初の牧場主になった。
1849年3月27日、シドニー・バーバンク大尉が、それまでキャンプ・イーグルパスと呼ばれていた地にダンカン砦を設立した。アジャントス峠の浅瀬から北に3キロメートルの地だった。
1850年頃、ウィリアム・レスリー・カズノー将軍がこの地域で牧畜業を始めた。これはアラモの犠牲者を軍葬の礼で葬った数年前とされている。カズノーはアイルランド生まれでサンアントニオの銀行家かつ開拓者のジョン・トゥーヒグと共同経営を行い、1850年にイーグルパスの区画割りを決めた。同年、メキシコ軍の守備隊員が国境向こうにピエドラス・ネグラスの町を設立した。
貨物搬送業者のフリードリヒ・ヴィルヘルム・カール・グロースが、ダンカン砦の軍隊と物資供給の契約を結んだ。グロースの働きで、メキシコ側川沿いの集落や伝道所、サンフアンバウティスタ、サンホセ、サントドミンゴ、サンニコラス、ラナバハ、サンイシドロからイーグルパスに移住してくる者があった。
移民のレフュジオとリタ・アルデレテ・デ・サンミゲルが貨物搬送業で上がった利益を使い、1853年にはエルク・クリーク沿いに大規模な牛、羊、馬の牧場を設立した。この牧畜には、カリフォルニア・ゴールドラッシュに向かっていて途中で立ち往生した者や、ダンカン砦を退役した兵士が加わった。その中に退役歩兵のジェシー・サンプターが居り、多くの変わった職業を経験した後に、新しく設立されたマーベリック軍の保安官になった。
1854年、造園家フレデリック・ロー・オルムステッドがイーグルパスを訪れ、多くの奴隷狩人や逃亡奴隷がピエドラス・ネグラスの町に住んでおり、またダンカン砦の兵士やならず者が利用する多くの酒場や賭博場があることを理解した。
1855年、テキサス州知事エリシャ・M・ピースがメキシコを襲撃することを許可した。これはリパン・アパッチ族の襲撃者や逃亡奴隷を追跡するためにジェイムズ・H・キャラハンとウィリアム・R・ヘンリーがメキシコに入ることを企てた結果であり、リオ・エスコンディド川沿いラマラマでメキシコ軍と遭遇した後で、ピエドラス・ネグラスの町を略奪し、灰燼に帰させることになった。

### 郡の成立と成長
1856年、マーベリック郡がキニー郡から分離して設立され、サミュエル・A・マーベリックに因んで名付けられた。1871年9月4日になって正式に組織化された。1860年の推計人口は726人だった。イーグルパスの住民投票で、反対83票、賛成3票でアメリカ合衆国からの脱退を否決していた。
南北戦争の間、ダンカン砦は南軍に占領された。イーグルパスはテキサスの軍事道路のために交易拠点として選定された。1863年から1865年の間、コットン道路の終着点であり、メキシコに入る税関と南軍の港があった。ピエドラス・ネグラスの町に綿花圧縮機が置かれ、リオ・グランデ川を越えてくる大量の綿花を扱った。南北戦争が終わってもジェセフ・オービル・シェルビー将軍の旅団は降伏せずに、国境の向こうから戦いを続けようとした。1865年7月4日、シェルビーはリオ・グランデ川の中で停止し、掲げていた最後の南軍旗を埋めた。鼓笛隊が吹奏する中、シェルビーは帽子の羽根飾りの周りを旗で包み、川岸の石で重さを加え、それを川に沈めた。シェルビーの部隊は「不敗部隊」と呼ばれ、1969年にジョン・ウェインとロック・ハドソンが出演した映画『大いなる男たち』の主題になった。
レコンストラクション時代のイーグルパス周辺では酒場、賭博場、および密貿易が隆盛を極めた。悪名高いキング・フィッシャーとその仲間が地域を支配した。
1875年にはイーグルパスに電報線が開通した。1880年、ガルベストン・ハリスバーグ・アンド・サンアントニオ鉄道の本線がサンアントニオから西に延伸され、ピエドラス・ネグラスの町でメキシコ鉄道と接続された。
地域の農場では灌漑が重要な問題だった。1885年、牧場主のパトリック・W・トムソンがイーグルパス灌漑会社を設立し、リオ・グランデ川から水を引くための大規模な重力式灌漑水路を建設した。トムソンは1910年に死んだが、その努力は1932年4月に完成したマーベリック郡灌漑事業に結実した。
1911年3月3日、ベンジャミン・D・フーロイス中尉とフィリップ・O・パーマリーが、最初の軍事偵察飛行を行って、ラレドとイーグルパスの間の部隊を探索し、同時に地上での演習を行った。1942年、陸軍飛行部隊が単発機の先進的飛行学校をイーグルパスの北19キロメートルの地に建設した。
1950年代には郡内で石油とガスの探索が始まり、1969年のフィッツパトリックとウィプフおよび1970年のバーで大規模油田が開発された。

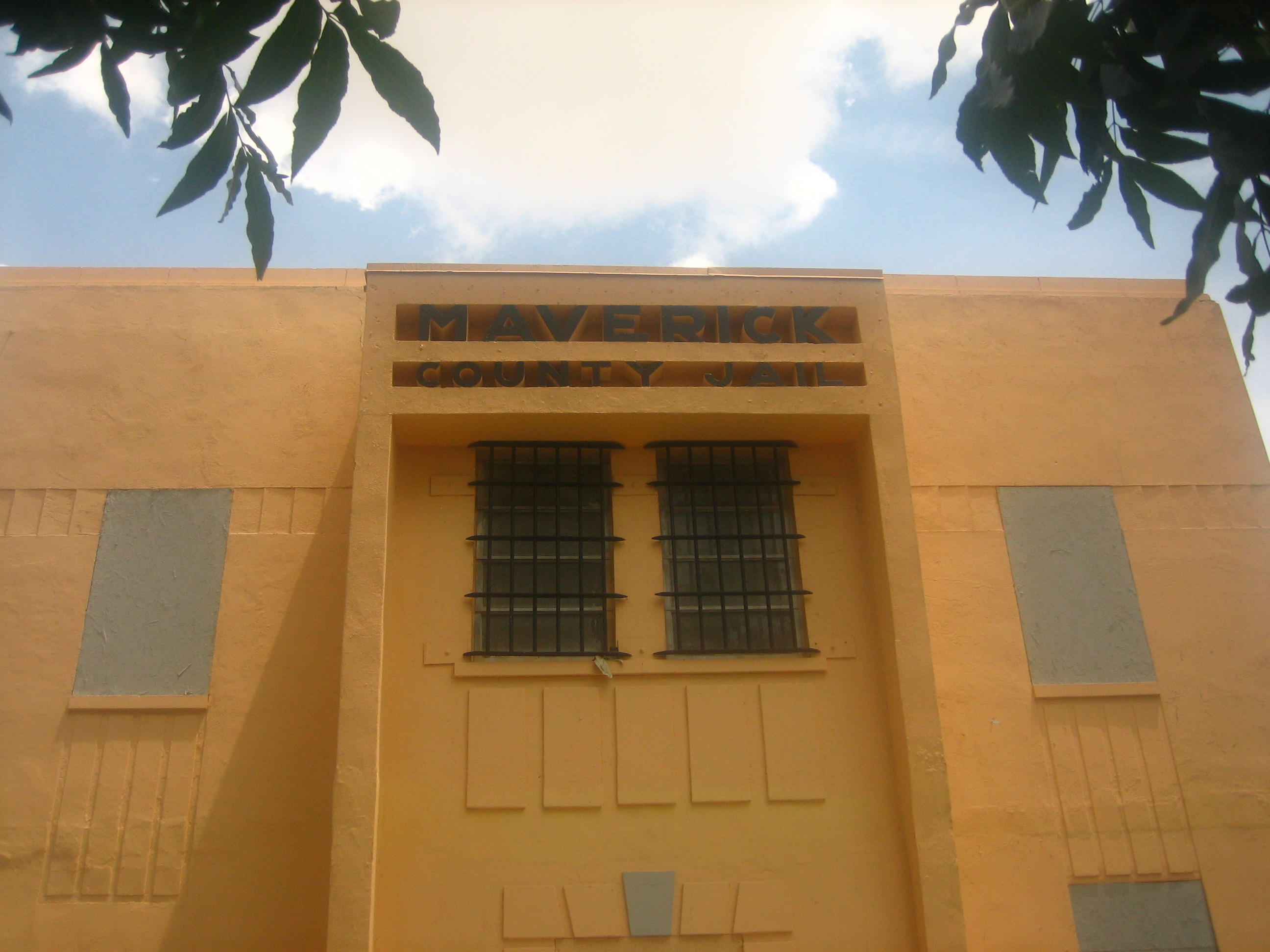
マーベリック郡収監所、1949年設立、郡庁舎に隣接している

郡内の石炭鉱業はイーグルパスのすぐ北、オルモス石炭層に位置している。ドルチバーグのドルチ、およびオルモスのオルモス石炭コークス石油会社によって開発された鉱業によって、19世紀から20世紀への変わり目には州内でも最大の石炭生産地になった。
1977年時点で郡内にある産業として、エルインディオの25,000頭の牛を扱える2つの肥育場と1つのコットンジンがあった。肥育場の1つはノーマンディに、もう1つはイーグルパスとエルインディオの間にあった。イーグルパスの南端にはほうれん草の加工場があった。1977年以降、イーグルパスとマーベリック郡には多くの産業が入った。例えばイーグルパス製造会社（ヒックス・ポンダー会社の事業部）、ウィリアムソン・ディッキー製造会社であり、どちらも作業着を製造した。レイノルズ鉱業会社は蛍石を、テハス・バーライトは重晶石を生産した。そのほかアルタ・ベルデ産業とマーベリック牛肉加工会社、ビッグ川ナマズ養殖場があった。
1982年、郡内の土地の88%は農地と牧場と見なされたが、農地の2%のみが耕作に使われ、その大半は灌漑が施されていた。主要作物としては干し草、燕麦、小麦があった。

## 地理
アメリカ合衆国国勢調査局に拠れば、郡域全面積は1,292平方マイル (3,346 km2)であり、このうち陸地1,280平方マイル (3,315 km2)、水域は12平方マイル (31 km2)で水域率は0.90%である。

### 主要高規格道路
- アメリカ国道57号線
- アメリカ国道277号線
- テキサス州道131号線

### 隣接する郡
- キニー郡 - 北
- ザバラ郡 - 東
- ディミット郡 - 東
- ウバルデ郡 - 北東
- ウェブ郡 - 南東
- メキシコ コアウイラ州ゲレロ - 南西
- メキシコ コアウイラ州ヒメネス - 西
- メキシコ コアウイラ州ピエドラスナグラス - 南西

## 人口動態
以下は2000年の国勢調査による人口統計データである。
| 基礎データ - 人口: 47,297人 - 世帯数: 13,089 世帯 - 家族数: 11,230 家族 - 人口密度: 14人/km2（37人/mi2） - 住居数: 14,889軒 - 住居密度: 4軒/km2（12軒/mi2） 人種別人口構成 - 白人: 70.89% - アフリカン・アメリカン: 0.31% - ネイティブ・アメリカン: 1.34% - アジア人: 0.39% - 太平洋諸島系: 0.04% - その他の人種: 24.08% - 混血: 2.95% - ヒスパニック・ラテン系: 95.01% 年齢別人口構成 - 18歳未満: 36.9% - 18-24歳: 9.2% - 25-44歳: 26.7% - 45-64歳: 17.7% - 65歳以上: 9.5% - 年齢の中央値: 28歳 - 性比（女性100人あたり男性の人口） - 総人口: 91.9 - 18歳以上: 86.4 | 世帯と家族（対世帯数） - 18歳未満の子供がいる: 51.6% - 結婚・同居している夫婦: 66.5% - 未婚・離婚・死別女性が世帯主: 16.0% - 非家族世帯: 14.2% - 単身世帯: 12.9% - 65歳以上の老人1人暮らし: 6.6% - 平均構成人数 - 世帯: 3.60人 - 家族: 3.98人 収入と家計 - 収入の中央値 - 世帯: 21,232米ドル - 家族: 23,614米ドル - 性別 - 男性: 20,956米ドル - 女性: 15,662米ドル - 人口1人あたり収入: 8,758米ドル（アメリカ合衆国の郡では最貧クラス） - 貧困線以下 - 対人口: 34.8% - 対家族数: 32.0% - 18歳未満: 40.6% - 65歳以上: 40.9% |

2000年時点で郡民の91%がスペイン語を話しており、その比率はアメリカ合衆国の中でも最大である。

## 都市と町
イーグルパス、郡内唯一の法人化都市 - 郡庁所在地

### 国勢調査指定地域
| - エイドソンロード - エルインディオ | - エルムクリーク - ラスキンタスフロンテライザス | - クエマド - レーダーベース | - ロシタノース - ロシタサウス |

## 政治
マーベリック郡は伝統的に民主党支持の郡であり、1972年の大統領選挙でジョージ・マクガヴァンを支持した州内唯一の郡となった。共和党の大統領候補としては1928年のハーバート・フーヴァーが郡を制したのが最後になっている。最近の大統領選挙では、2004年で民主党のジョン・ケリー上院議員に5,948票を投じ、共和党のジョージ・W・ブッシュは4,025票に留まった。2008年では、バラク・オバマに過半数の8,554票を投じた。
マーベリック郡はテキサス州上院議員の選挙で第19区に属し、下院議員の選挙では第80区に属しており、2012年時点でいずれも民主党員を選んでいる。アメリカ合衆国下院議員ではテキサス州第23区に属しており、この選挙区は投票動向指数が共和党の+4なので、2012年時点では共和党員を選んでいる。

## 教育
マーベリック郡の全体はイーグルパス独立教育学区が管轄している。